# Nick Oshiro
Nick Oshiro es un baterista estadounidense nacido el 29 de julio de 1978. Empezó con un kit de batería Tama hecho por su padre, como dijo en una entrevista. Con 10 años, quería ser una estrella del rock al ver un vídeo de Whitesnake. Fue el batería del grupo sudafricano Seether, el cual abandonó en 2003. Actualmente es el batería del grupo de Metal Industrial Static-X. Algunas de sus influencias son Abe Cunningham, Morgan Rose y Tim Alexander. 

## Características
Baterías :

6" x 14" Batería Starclassic G Maple Snare

8" x 10" Tom

9" x 12" Tom

12" x 14" Tom de Piso

14" x 16" Tom de Piso

14" x 20" Gong Bajo

18" x 22" Bombo

Hardware :

1. Pedal de Hierro Cobra Power Glide Twin

2. Cobra Lever Glide Hi-Hat Stand de Hierro

3. Primera Silla Ergo-Rider Drum Throne

## Discografía

### Con Seether
- Disclaimer (2002)

### Con Static-X
- Shadow Zone (2003)†
- Beneath... Between... Beyond... (2004) ††
- Start a War (2005)
- Cannibal (2007)

†Josh Freese era al batería en este álbum, Nick no estaba en el grupo durante la grabación. Él es mostrado y acreditado como el batería del grupo en el booklet del álbum. Aun así, Josh Freese es mencionado por ser el autor de la batería en el álbum.

††A pesar de pertenecer a la banda a la salida del disco, Nick no participó en ninguno de los temas.